# Municipio de Antelope (condado de Holt)
El municipio de Antelope (en inglés: Antelope Township) es un municipio ubicado en el condado de Holt en el estado estadounidense de Nebraska. En el año 2010 tenía una población de 31 habitantes y una densidad poblacional de 0,33 personas por km².

## Geografía
El municipio de Antelope se encuentra ubicado en las coordenadas 42°28′48″N 98°28′53″O / 42.48000, -98.48139. Según la Oficina del Censo de los Estados Unidos, el municipio tiene una superficie total de 93.47 km², de la cual 93,47 km² corresponden a tierra firme y (0 %) 0 km² es agua.

## Demografía
Según el censo de 2010, había 31 personas residiendo en el municipio de Antelope. La densidad de población era de 0,33 hab./km². De los 31 habitantes, el municipio de Antelope estaba compuesto por el 100 % blancos. Del total de la población el 0 % eran hispanos o latinos de cualquier raza.